# Anne-Sophie Mondièreová
Anne-Sophie Mondière (* 1. únor 1979 Roanne, Francie) je francouzská reprezentantka v judu.

## Sportovní kariéra
S judem začala v 10 letech v Renaisonu. V juniorském věku se přesunula do Paříže a připravovala se v INSPEu (tréninkové centrum nadějí). Patřila vždy mezi subtilnější těžké váhy s vahou mírně nad 80 kg. Kilogramy v zápasech doháněla výborným pohybem a technikou.
V roce 2000 jí lékaři zjistili vrozenou vadu na krční páteři a stála nad otázkou ukončení sportovní kariéry. Rozhodla se pokračovat v těžké váze pod vedením Cécile Nowakové a v roce 2001 nahradila v reprezentaci Christine Cicotovou. V roce 2003 se otřásla její pozice po propadáku na mistrovství světa v Osace. V olympijském roce 2004 měla zdaleka nejvíc bodů v kvalifikaci, ale při nominaci trenéři vzali potaz její nevyzpytatelnou formu a na olympijské hry v Athénách poslali podstatně mohutnější Évu Bisseni. To, že se mýlili jim dokázala v dalších letech, kdy v Evropě těžké váze vládla.
V roce 2008 si bez větších potíží zabezpečila účast na olympijských hrách v Pekingu. Doplatila pouze na los a fakt, že světové špička těžké váhy je mimoevropskou záležitostí. Japonka Maki Cukada byla nad její síly. Po olympijských hrách se rozhodla s partnerem Lecanu založit rodinu. V prosinci 2009 se jí narodil syn Robinson.
V roce 2010 ohlásila návrat a jako jediná z Francouzek se nakonec kvalifikovala na olympijské hry v Londýně v roce 2012. Její vystoupení na hrách však dopadlo podobně jako před čtyřmi roky. V prvním kole dostala mimoevropskou soupeřkou Althemanovou, na kterou nestačila.

## Výsledky

### Váhové kategorie
| Turnaj             | 1997           | 1998           | 1999           | 2000           | 2001       | 2002       | 2003       | 2004       | 2005       | 2006       | 2007       | 2008       | 2009       | 2010       | 2011       | 2012       |
| Turnaj             | 18             | 19             | 20             | 21             | 22         | 23         | 24         | 25         | 26         | 27         | 28         | 29         | 30         | 31         | 32         | 33         |
| Turnaj             | polotěžká váha | polotěžká váha | polotěžká váha | polotěžká váha | těžká váha | těžká váha | těžká váha | těžká váha | těžká váha | těžká váha | těžká váha | těžká váha | těžká váha | těžká váha | těžká váha | těžká váha |
| ------------------ | -------------- | -------------- | -------------- | -------------- | ---------- | ---------- | ---------- | ---------- | ---------- | ---------- | ---------- | ---------- | ---------- | ---------- | ---------- | ---------- |
| Olympijské hry     |                |                |                | —              |            |            |            | —          |            |            |            | 7.         |            |            |            | úč.        |
| Mistrovství světa  | —              |                | —              |                | úč.        |            | úč.        |            | 3.         |            | 5.         |            | —          | —          | úč.        |            |
| Mistrovství Evropy | —              | —              | —              | —              | —          | 2.         | 5.         | úč.        | 5.         | 1.         | 1.         | 1.         | —          | —          | 2.         | 7.         |
| MS juniorů         | 5.             |                |                |                |            |            |            |            |            |            |            |            |            |            |            |            |
| ME juniorů         | 3.             | 3.             |                |                |            |            |            |            |            |            |            |            |            |            |            |            |

### Bez rozdílu vah
| Turnaj             | 1997 | 1998 | 1999 | 2000 | 2001 | 2002 | 2003 | 2004 | 2005 | 2006 | 2007 | 2008 | 2009 | 2010 | 2011 | 2012 |
| Turnaj             | 18   | 19   | 20   | 21   | 22   | 23   | 24   | 25   | 26   | 27   | 28   | 29   | 30   | 31   | 32   | 33   |
| ------------------ | ---- | ---- | ---- | ---- | ---- | ---- | ---- | ---- | ---- | ---- | ---- | ---- | ---- | ---- | ---- | ---- |
| Mistrovství světa  | —    |      | —    |      | —    |      | —    |      | 3.   |      | 3.   | úč.  |      | —    | —    |      |
| Mistrovství Evropy | —    | —    | —    | —    | 2.   | —    | —    | 1.   | 1.   | —    | —    |      |      |      |      |      |